# Renault Type RA
Der Renault Type RA war ein Personenkraftwagenmodell der Zwischenkriegszeit von Renault. Er wurde auch 15 CV genannt.

## Beschreibung
Die nationale Zulassungsbehörde erteilte am 24. September 1926 seine Zulassung. Als Variante des Renault Type PG hatte das Modell weder Vorgänger noch Nachfolger. 1928 endete die Produktion.
Der wassergekühlte Sechszylindermotor mit 75 mm Bohrung und 120 mm Hub hatte 3181 cm³ Hubraum. Die Motorleistung wurde über eine Kardanwelle an die Hinterachse geleitet. Die Höchstgeschwindigkeit war je nach Übersetzung mit 49 km/h bis 60 km/h angegeben.
Das Fahrgestell hatte einen Radstand von 368 cm, eine Spurweite von 144 cm und wog 1680 kg. Der Wendekreis war mit 13 Metern angegeben. 
Das Fahrgestell kostete 49.000 Franc. Im Oktober 1927 betrug der Preis für einen fünfsitzigen Tourenwagen 62.000 Franc und für eine Limousine 68.000 Franc. Außerdem ist ein Landaulet überliefert.
Der Unterschied zum ähnlichen Type PG bestand im Ölkühler und einer anderen Hinterradaufhängung.